# Wilhelm Grafsturm
Wilhelm Grafsturm (* 1681 in Deggendorf; † 22. März 1760 in Gotteszell) war ein deutscher Geistlicher und Abt des Klosters Gotteszell.

## Leben
Wilhelm Grafsturm aus Deggendorf wurde 1705 Priester und am 28. Juni 1716 zum Abt des Klosters Gotteszell gewählt. Mit großem Aufwand feierte er 1729 das 100-jährige Jubiläum der wundersamen Rettung des hölzernen Gnadenbildes der Anna Selbdritt beim Klosterbrand 1629. Dazu ließ er Kloster und Kirche neu ausstatten und auf dem Berghang an der Westseite des Klosters einen Kalvarienberg anlegen. Die mittelalterliche Klosterkirche erfuhr eine barocke, heute nicht mehr erhaltene Ausgestaltung, u. a. durch die Brüder Asam. Cosmas Damian Asam malte an die Ostwand die Himmelfahrt Mariens. Im Jubiläumsjahr 1729 wurde auch die St.-Anna-Bruderschaft gegründet, die bis zur Aufhebung des Klosters 1803 insgesamt mehr als 12.000 Mitglieder zählte. 1743 hielt er bei der Huldigung der niederbayerischen Landstände vor Königin Maria Theresia in Straubing die Ansprache. Während seiner knapp 44 Jahre währenden Regierung erlebte das Kloster Gotteszell seine Blütezeit.